# Floricomus rostratus
Floricomus rostratus är en spindelart som först beskrevs av James Henry Emerton 1882.  Floricomus rostratus ingår i släktet Floricomus och familjen täckvävarspindlar. Inga underarter finns listade i Catalogue of Life.